# Vincent Šurina
R.D. Vincent Šurina (14. dubna 1929 Kysucký Lieskovec, okr. Kysucké Nové Mesto – 9. dubna 2007 Kysucké Nové Mesto) byl slovenský římskokatolický kněz působící v litoměřické diecézi.

## Život
Po ukončení studia byl 26. června 1955 vysvěcen Antonínem Eltschknerem na kněze pro litoměřickou diecézi. Nejprve byl kaplanem ve Varnsdorfu, v Liberci a nastoupil na základní vojenskou službu. V letech 1957-1959 byl kaplanem v Podbořanech. Od 1. dubna 1959 byl administrátorem v Lipové u Šluknova a od roku 1959 působil ve farnosti Vlastibořice. Pak se vrátil na rodné Slovensko a v roce 1967 byl kaplanem v Leopoldově. V roce 1968 administrátorem v Cerman při Nitře, v letech 1969-1975 kaplanem v Leopoldově, pak od roku 1976 byl farářem v Lančári. V roce 1991 žil na odpočinku v Kysuckém Novém Městě.